# Jean-François Lieutaud
Pour les articles homonymes, voir Lieutaud.
Jean-François Lieutaud né à Marseille le 3 mars 1754 et décédé à Paris le 19 février 1801 était un homme politique français qui fut commandant général de la garde nationale de Marseille du 3 mai 1790 au 28 septembre 1790 sous la Révolution française.

## Biographie

### Ses origines
Jean-François Lieutaud était le fils du riche mercier Barthélémy Lieutaud. Dès sa majorité, il vivra des rentes familiales.
De son mariage avec Françoise Charlotte Aune (fille de Charles Marcel Aune) célébré le 13 novembre 1787, il aura sept enfants dont Soliman, qui sera peintre, collectionneur et historien d'art.

### Sous la révolution
Après avoir participé au mouvement révolutionnaire de 1789 à Marseille, il devient officier municipal de la ville en janvier 1790.
Le 3 mai de la même année, il est élu commandant général de la garde nationale de Marseille en remplacement du chevalier de Greling qui avait démissionné après la prise des forts marseillais. Par crainte d'un complot aristocratique, trois forts de la ville (fort Saint-Jean, fort Saint-Nicolas et basilique Notre-Dame de la Garde) avaient été occupés au printemps par les gardes nationaux. Lieutaud est d'ailleurs chargé par le maire Étienne Martin de surveiller les opérations de démolition des forts entreprises par le peuple marseillais depuis le 18 août. Leur destruction sera interrompue début juin en application d'un décret de l'Assemblée Nationale du 28 août.
Bien que connu pour sa passion du jeu et ses relations avec certains milieux troubles de la cité, Lieutaud avait les faveurs autant du peuple que des négociants marseillais au moment de son élection. Mais poussé par l'ambition personnelle, il se trouve rapidement gagné par l'abus de pouvoir et par la corruption. Il réorganise la garde nationale en créant un conseil de guerre composé d'un représentant par compagnie, ce qui lui permet de faire passer ses vues (par exemple lorsqu'il décide, contre l'avis de la municipalité et des sections, de faire porter un uniforme aux gardes nationaux). Il organise aussi des tripots où les sommes récoltées lui permettent de garder des appuis dans l'administration communale ou départementale et de financer ses partisans (parmi lesquels on trouve des proches de Lieutaud comme Fournier ou Lampardi, mais aussi d'anciens collaborateurs de Barbaroux comme Antoine Brémond-Julien ou Esménard). « Il avait la prétention de La Fayette sans en avoir ni les talents, ni la prudence » (Mémoires de Charles Barbaroux, Beaudouin Frères, Paris, 1822, page 6).
En conflit permanent avec la société patriotique des amis de la Constitution (plus connue sous le nom de club de la rue Thubaneau car elle siégeait au 25 de ladite rue) qui dénonce ses agissements, Lieutaud profite de toutes les occasions pour la calomnier, notamment lors son passage à Paris à l'occasion de la Fête de la Fédération du 14 juillet 1790 où il rencontre La Fayette. À son retour à Marseille, il s'affronte à Jean-Raymond Mourraille, nouveau maire de Marseille, et à Charles Barbaroux. Le conflit avec la municipalité et les sections atteint son paroxysme lorsqu'il fait attaquer le 17 août le club de la rue Thubaneau par ses troupes. Lieutaud refusant de répondre à ses injonctions, la commune de Marseille supprime l'état-major de la garde nationale le 28 septembre et convoque les sections pour élire de nouveaux chefs. Le 2 octobre, Antoine Cabrol de Moncoussou est désigné commandant général de la garde nationale de Marseille.
Après les émeutes de décembre 1790 à Aix-en-Provence et le lynchage de l'avocat Pascalis par la foule, Lieutaud préfère prendre un bateau le 23 décembre pour rejoindre Nice, à l'époque en Italie. À cause du mauvais temps, il s'échoue à Bandol et, après un bref passage à Toulon, se retrouve emprisonné à Marseille le 30 décembre étant accusé d'être mêlé à une affaire de distribution d'argent dans les tripots et les tavernes de la ville. Alors qu'il allait être jugé par le tribunal du district où le procureur de la Commune Étienne Seytres a prononcé un sévère réquisitoire contre lui, il est libéré par un décret de l'Assemblée Nationale provoqué par Joseph d'André. Protégé par le régiment d'Ernest et par trois commissaires du roi, venus d'Aix-en-Provence, Lieutaud réussit à quitter Marseille, déguisé en garde suisse pour échapper à la vindicte populaire. Il rejoint Paris où il obtient un poste de lieutenant dans la garde royale.
Lors de l'arrivée du bataillon des Marseillais, il essaie de corrompre Barbaroux. Après la journée du 10 août 1792 et la prise des Tuileries, il est arrêté le 17 août. Bien qu'on ait trouvé chez lui de fortes sommes injustifiées, il est acquitté par le tribunal révolutionnaire en octobre.
Il se retire alors à la Charité-sur-Loire où il devient maître des forges. Il vécut également en Normandie, où naquit un de ses enfants. Puis finit précocement sa vie à Paris. Il résidait, au moment de son décès, au 150 rue de la Loi (actuelle rue Richelieu).
Son nom a été donné à une voie située dans le 1er et le 6e arrondissement de la ville de Marseille, le cours Lieutaud.

### Œuvres
- Avis aux citoyens. Marseille. Signé J.-F. Lieutaud de Jean-François Lieutaud, Impr. de Jean Mossy père et fils, Marseille, 1790.
- Discours prononcé par M. J.-F. Lieutaud, commandant-général de la Garde nationale de Marseille, à la tribune de l'Assemblée patriotique, le 21 juin 1790 de Jean-François Lieutaud, Impr. de Jean Mossy, Marseille, 1790.
- Règlement pour le service des gardes dans leurs postes, articles proposés par M. Jean-François Lieutaud, ... au Conseil général de l'armée, discutés et adoptés à la séance tenue le 1er juin 1790... Signé J.-François Lieutaud de Jean-François Lieutaud, Impr. de Jean Mossy, Marseille, 1790.